# Moraea citrina
Moraea citrina là một loài thực vật có hoa trong họ Diên vĩ. Loài này được (G.J.Lewis) Goldblatt miêu tả khoa học đầu tiên năm 1998.